# 布袋庄
布袋庄為台灣日治時期1920年至1945年間存在之行政區，轄屬台南州東石郡。今嘉義縣布袋鎮。

## 行政區劃
布袋庄在清治時期及日治時期初期屬大坵田西堡、龍蛟潭堡、白鬚公潭堡的30庄。於1895年8月，屬臺灣民政支部嘉義出張所；1896年4月改隸臺南縣；1897年6月隸屬嘉義縣；1898年6月改隸臺南縣；1901年11月11日，改隸嘉義廳東石港支廳、鹽水港廳直轄。1904年2月20日、4月1日，嘉義廳及鹽水港支廳實施街庄整併，整併為以下11庄，並分屬布袋嘴區、東後寮區、南勢竹區，且布袋嘴庄、內田庄、考試潭庄、前東港庄、新塭庄改隸鹽水港廳直轄。
- 大坵田西堡：布袋嘴庄、內田庄、考試潭庄、前東港庄、新塭庄
- 龍蛟潭堡：崩山、菜舖廍庄
- 白鬚公潭堡：樹林頭庄、貴舍庄、過溝、溪墘[2]

1906年4月1日，改隸鹽水港廳新設之「布袋嘴支廳」。1909年10月25日，鹽水港廳裁撤，其北側併入嘉義廳；同年12月29日，布袋嘴支廳併入東石港支廳。1920年10月1日，原堡里之行政區廢除，街庄改為大字；而「布袋嘴」改稱「布袋」，並將上述11庄合併為臺南州東石郡「布袋庄」，庄轄域內分為布袋、內田、考試潭、前東港、新塭、崩山、菜舖廍、樹林頭、貴舍、過溝、溪墘等11個大字。
| 1900年11月                                     | 1904年4月 | 1904年4月 | 1920年10月 | 1920年10月 | 1945年 |
| ---------------------------------------------- | --------- | --------- | ---------- | ---------- | ------ |
| 布袋嘴庄                                       | 布袋嘴區  | 布袋嘴庄  | 布袋庄     | 布袋       | 布袋鄉 |
| 內田庄、新厝仔庄、罟會藔庄、布袋內庄           | 布袋嘴區  | 內田庄    | 布袋庄     | 內田       | 布袋鄉 |
| 考試潭庄、鹿藔庄、蕭厝庄、後壁藔庄             | 布袋嘴區  | 考試潭庄  | 布袋庄     | 考試潭     | 布袋鄉 |
| 前東港庄、後東港庄、埔仔厝庄、大藔庄、郭岑藔庄 | 布袋嘴區  | 前東港庄  | 布袋庄     | 前東港     | 布袋鄉 |
| 新塭庄、虎尾藔庄                               | 布袋嘴區  | 新塭庄    | 布袋庄     | 新塭       | 布袋鄉 |
| 崩山庄                                         | 東後寮區  | 崩山庄    | 布袋庄     | 崩山       | 布袋鄉 |
| 菜舖廍庄                                       | 東後寮區  | 菜舖廍庄  | 布袋庄     | 菜舖廍     | 布袋鄉 |
| 樹林頭庄、頂番仔溝庄、下庄仔庄、港後庄         | 南勢竹區  | 樹林頭庄  | 布袋庄     | 樹林頭     | 布袋鄉 |
| 貴舍庄、半月庄                                 | 南勢竹區  | 貴舍庄    | 布袋庄     | 貴舍       | 布袋鄉 |
| 過溝仔庄、鹽地仔庄、下厝仔庄、金京林庄         | 南勢竹區  | 過溝庄    | 布袋庄     | 過溝       | 布袋鄉 |
| 溪墘庄、下番仔溝庄                             | 南勢竹區  | 溪墘庄    | 布袋庄     | 溪墘       | 布袋鄉 |

## 庄長
- 蔡乃誠：1920年至1924年（曾任布袋嘴區區長）
- 莊寬：1925年至1932年（莊司雅子之祖父）
- 宮崎權八：1933年至1939年
- 岩下榮三：1940年至1945年[4]

## 人口

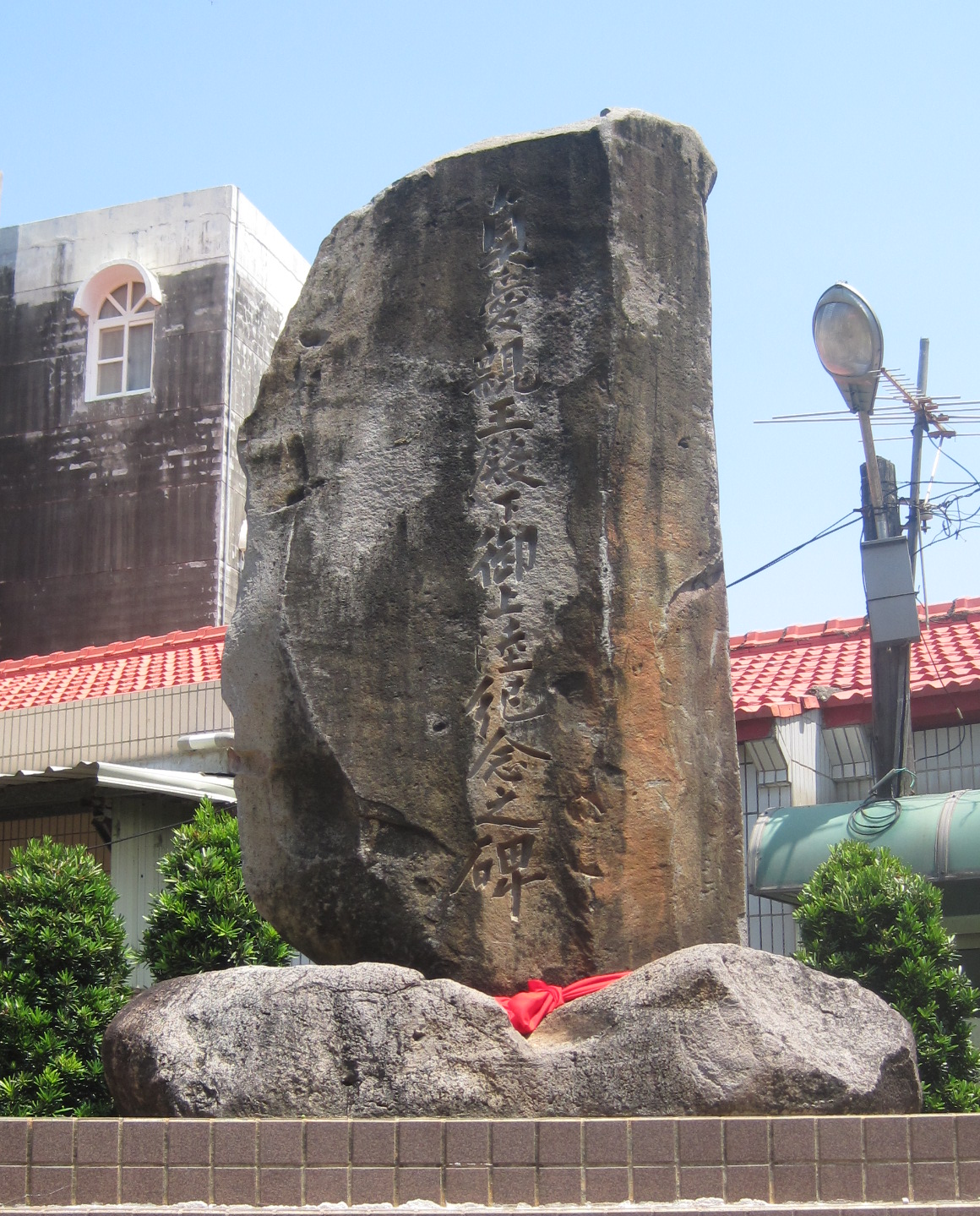
貞愛親王殿下御上陸紀念之碑

| 大字別 | 內地人 | 臺灣人 | 中華民國人 | 小計   |
| ------ | ------ | ------ | ---------- | ------ |
| 布袋   | 99     | 5,536  | 1          | 5,636  |
| 內田   | 122    | 3,455  |            | 3,577  |
| 考試潭 |        | 1,642  |            | 1,642  |
| 前東港 | 16     | 3,997  | 1          | 4,014  |
| 新塭   | 17     | 4,140  |            | 4,157  |
| 崩山   |        | 886    |            | 886    |
| 菜舖廍 |        | 614    |            | 614    |
| 樹林頭 | 15     | 646    |            | 661    |
| 貴舍   |        | 958    |            | 958    |
| 過溝   | 14     | 4,915  |            | 4,929  |
| 溪墘   |        | 56     |            | 56     |
| 小計   | 283    | 26,845 | 2          | 27,130 |

## 設施
- 布袋庄役場
- 布袋郵便局
- 專賣局布袋出張所
- 高雄稅關布袋監視署→高雄港務局布袋出張所
- 輕便鐵路布袋線
- 布袋港
- 布袋尋常小學校→布袋國民學校（戰後為布袋國小新厝分校[6]，位於原專賣局布袋出張所南側）
- 布袋公學校→布袋東國民學校（今布袋國小）
- 布袋公學校前東港分教場→前東港國民學校（今景山國小）
- 過溝公學校→過溝國民學校（今過溝國小）
- 新塭公學校→新塭國民學校（今新塭國小）
- 大日本鹽業株式會社布袋出張所
- 臺灣電力株式會社布袋散宿所
- 布袋信用購買販賣利用組合（布袋鎮農會前身）
- 布袋鹽場、武津神社
- 貞愛親王殿下御上陸紀念之碑[7]